# WCW Cruiserweight Tag Team Championship
O World Championship Wrestling (WCW) Cruiserweight Tag Team Championship foi um campeonato de wrestling criado em 2001 pela World Championship Wrestling e logo após, vendido para a World Wrestling Federation.

## Vencedores
| Wrestlers:                       | Reinos juntos:    | Data:               | Local: |
| -------------------------------- | ----------------- | ------------------- | --- |
| Kid Romeo e Elix Skipper         | 1                 | 18 de Março de 2001 | Jacksonville, Flórida |
| Billy Kidman e Rey Mysterio, Jr. | 1                 | 26 de Março de 2001 | Panama City Beach, Flórida |
| Título Abandonado                | Título Abandonado | 26 de Março de 2001 | Títulos abandonados. Nunca mais apareceram em qualquer evento da WWE e a única citação existente a este título no site da companhia, é no perfil de Kidman e Mysterio no WWE.com |

A World Wrestling Federation retirou os títulos após a compra da WCW em março de 2001. Os cinturões originais estão de posse de Rey Mysterio e Billy Kidman.